# Sri Lanka Railways

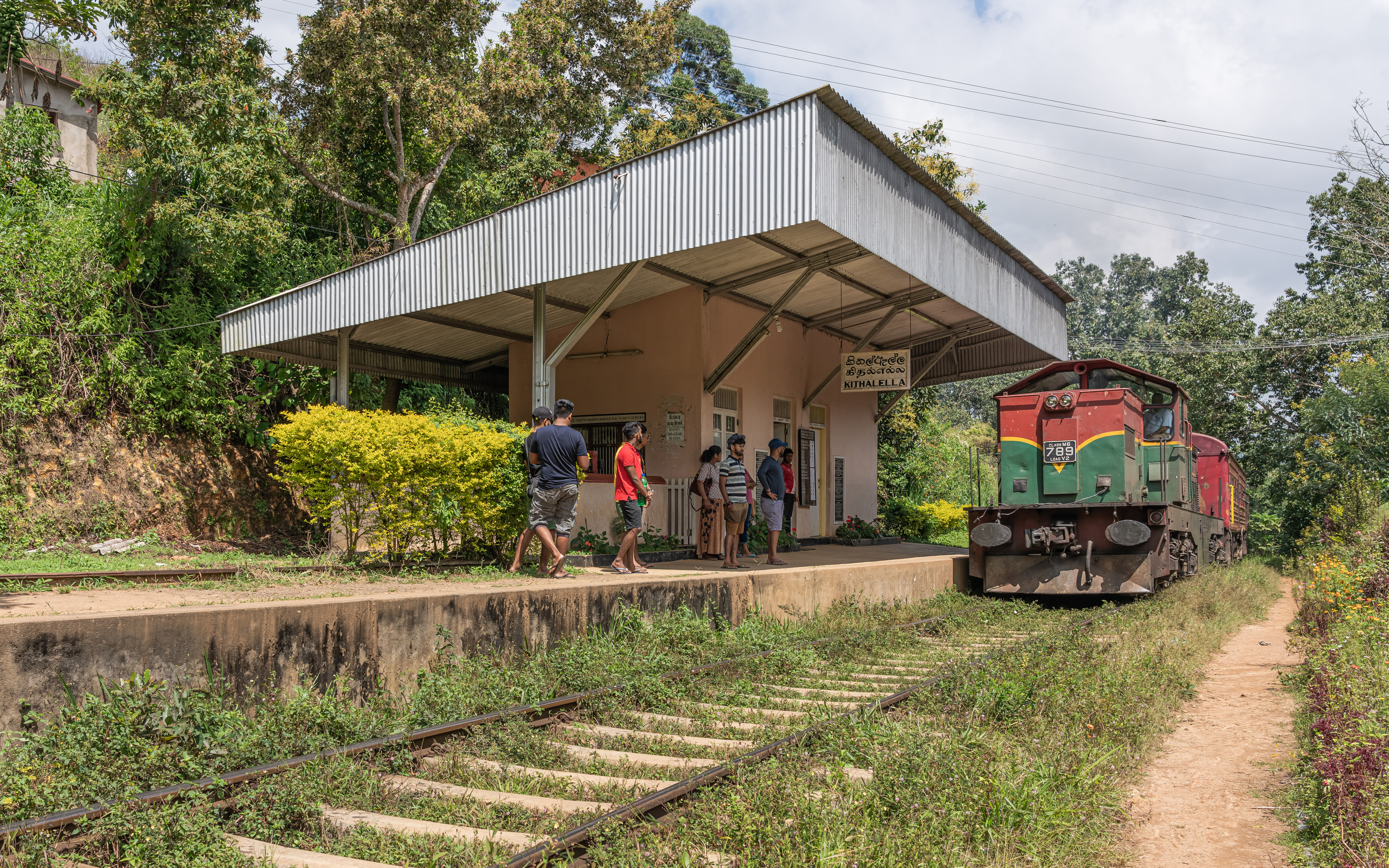
Reisezug mit dieselelektrischer Lokomotive der Baureihe M6 in Ella

Sri Lanka Railways ist die nationale Eisenbahngesellschaft Sri Lankas.
Das staatliche Sri Lanka Railway Department betreibt die Sri Lanka Railways (SLR) als wichtigste Nutzerin des Schienennetzes in Sri Lanka. Unterstellt ist die SLR dem Ministry of Transport, d. h. sie ist ein öffentliches Unternehmen. Im Jahr 2009 wurden 102 Millionen Passagiere befördert.

## Geschichte

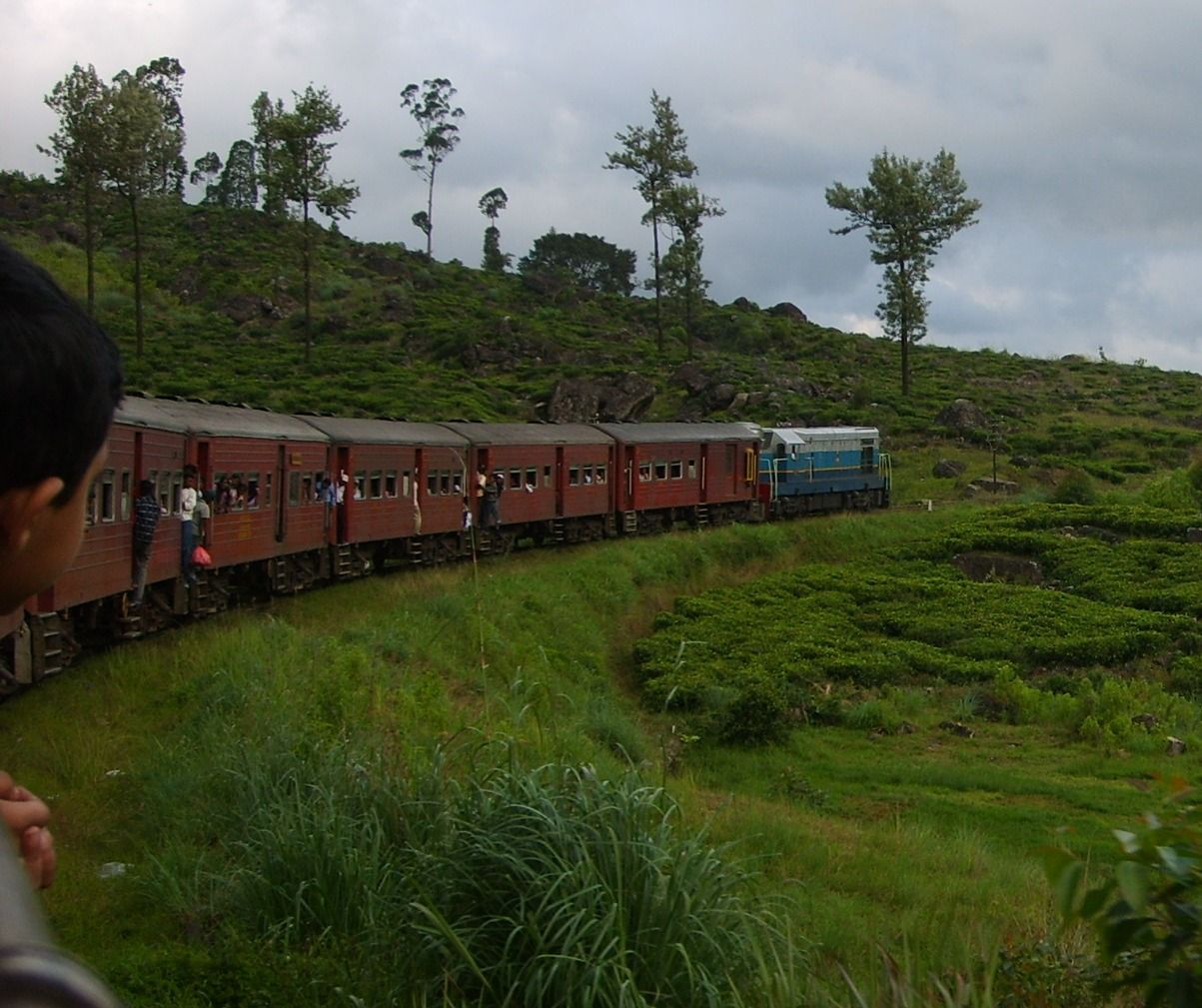
Der Udarata Menike auf der Strecke Colombo–Badulla (2009)

Die Eisenbahngesellschaft entstand aus der im Jahr 1858 gegründeten Ceylon Government Railway, die von den britischen Kolonialherren ab 1864 zum Transport der Erzeugnisse aus den Kolonialplantagen im Hochland von Sri Lanka zum Hafen von Colombo aufgebaut wurden. Die erste Strecke mit 54 Kilometer Länge führte (ab dem 27. Dezember 1864) nach Ambepussa. Im August 1867 wurde der Personenverkehr von Colombo nach Kandy eröffnet, im September 1867 der Güterverkehr.
1905 ereignete sich erstmals ein Eisenbahnunfall, bei dem Menschen starben. Beim Eisenbahnunfall von Hatton mit 16 Toten war ein aufgeweichter Bahndamm die Ursache. Der Eisenbahnunfall von Peraliya 2004 war der folgenreichste weltweit. Der Tsunami nach dem Erdbeben im Indischen Ozean riss einen kompletten Reisezug mit sich, wobei mehr als 1000 Menschen starben.
In den 1980er Jahren erfolgte die Umbenennung in Sri Lanka Railways. Im Jahre 2013 wurde – erstmals seit der Unabhängigkeit Sri Lankas – mit dem Bau einer Streckenverlängerung begonnen, und das erste Teilstück wurde am 9. April 2019 eröffnet. Es handelte sich um die 26,8 km lange Strecke von Matara nach Beliatha, die das erste von drei Teilstücken einer 114 km langen neuen Bahnlinie von Matara nach Kataragama bildet.

## Schienennetz

Schienennetz in Sri Lanka

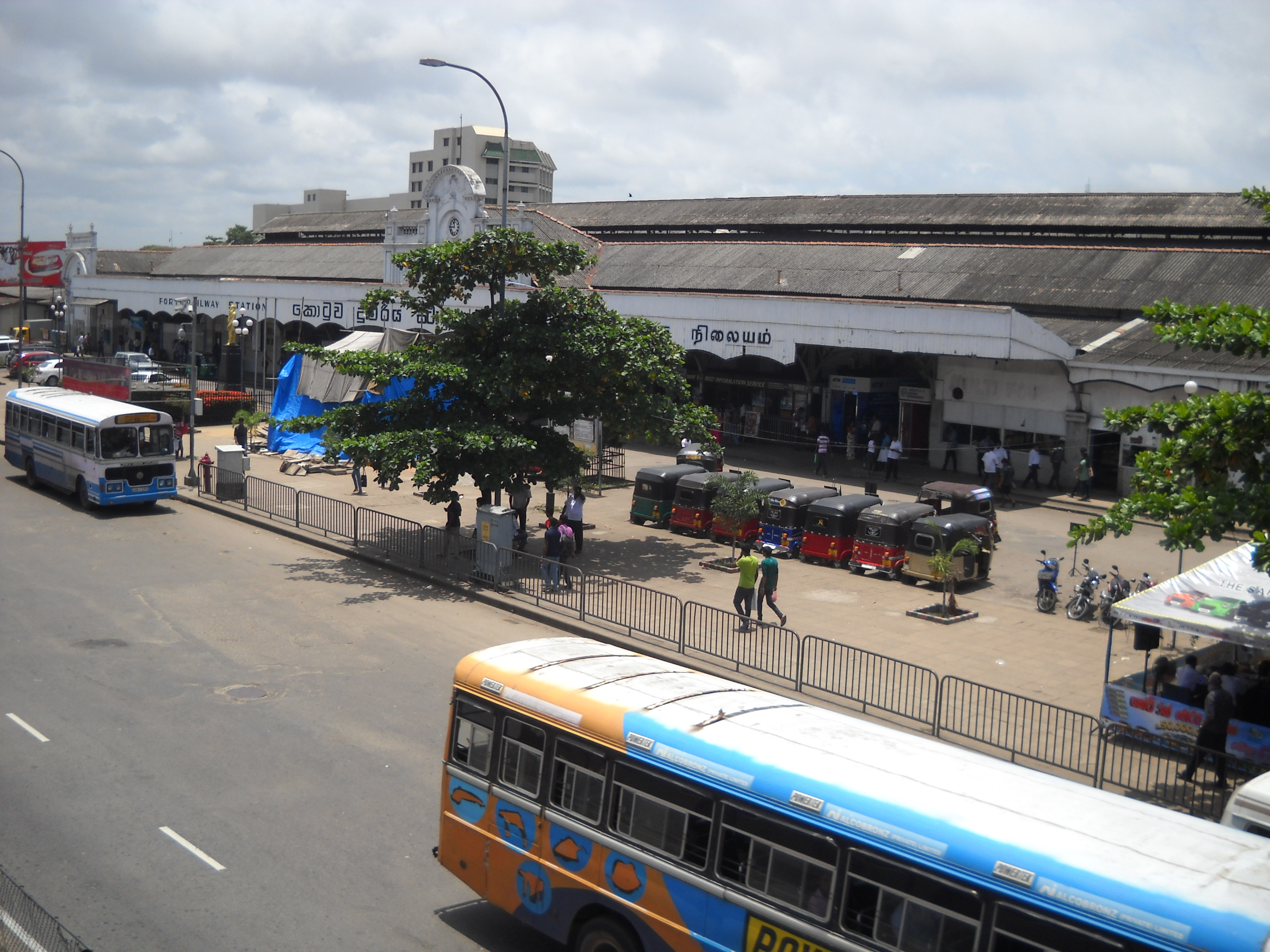
Bahnhof Colombo Fort (2013)

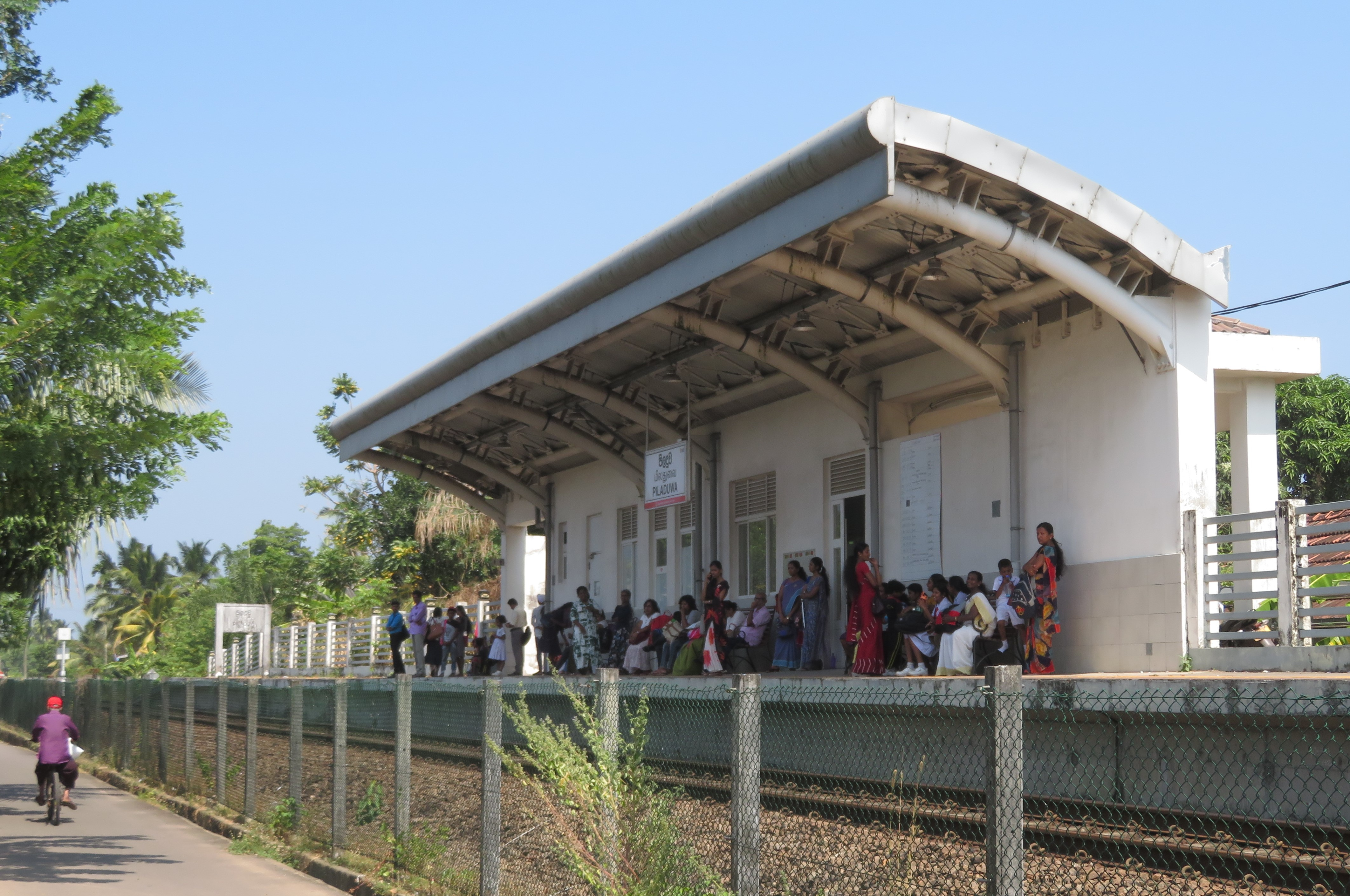
Neuer Haltepunkt der Coastal Line: Piladuwa östlich von Matara

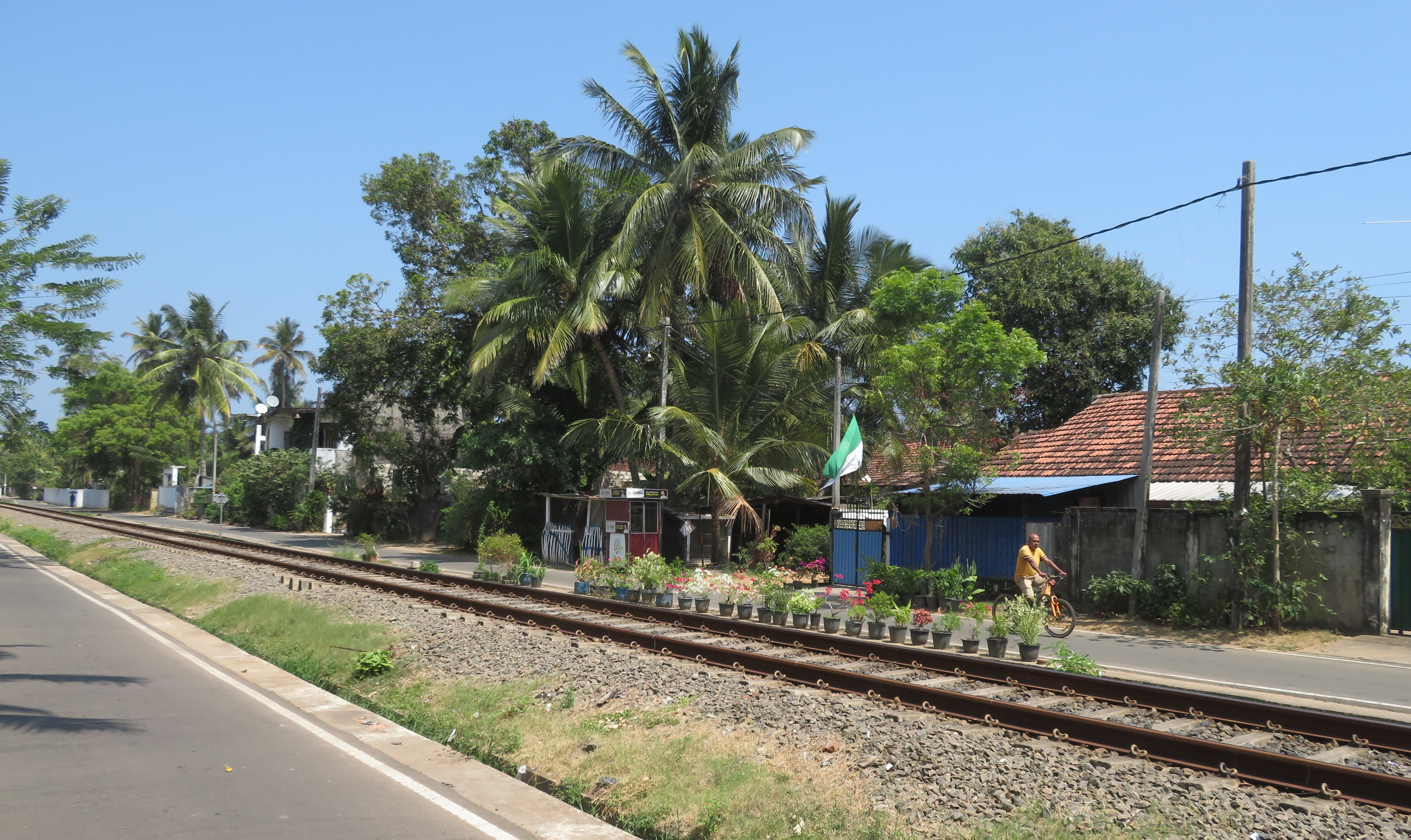
Neuer Streckenabschnitt bei Matara, 2019 eröffnet

Das nationale Schienennetz verbindet Colombo mit den Ansiedlungen und Touristendestinationen des heutigen Inselstaates Sri Lanka. Das Netz der Sri Lanka Railways umfasst 1447 Kilometer, es ist überwiegend als Breitspurbahn nach indischem Standard ausgeführt. Betreut wird das Schienennetz von rund 14.000 Mitarbeitern.
|                    | Linie | Namen der Reisezüge                                                |
| ------------------ | --- | ------------------------------------------------------------------ |
| Main Line          | Bahnhof Colombo Fort nach Nawalapitiya (Kandy-Distrikt), Nanu Oya und Badulla (Länge: 241 km, 78 Stationen) | Udarata Menike, Podi Menike, Tikiri Menike, Senkadagala Menike     |
| Matale Line        | Peradeniya nach Kandy und Matale                                                                            | Senkadagala Menike                                                 |
| Northern Line      | Polgahawela nach Kurunegala, Anuradhapura, Jaffna und Kankesanturai                                         | Vavuniya, Yal Devi, Rajarata Rajina                                |
| Mannar Line        | Medawachchi nach Mannar und Talaimannar                                                                     |                                                                    |
| Batticaloa Line    | Bahnhof Colombo Fort – Knotenbahnhof Mahawa (Maho Junction) nach Polonnaruwa und Batticaloa                 | Udaya Devi, Meena Gaya                                             |
| Trincomalee Line   | Gal Oya nach Trincomalee                                                                                    |                                                                    |
| Coastal Line       | Bahnhof Colombo Fort nach Galle und Matara                                                                  | Ruhunu Kumar, Samudra Devi, Galu Kumari, Sagarika, Rajarata Rajina |
| Kelani Valley Line | Colombo Maradana nach Avissawella (23 Stationen)                                                            |                                                                    |
| Puttalam Line      | Ragama (Distrikt Gampaha) nach Puttalam (120 km, 44 Stationen)                                              | Muthu Kumari, Bangadeniya                                          |

Zentraler Bahnhof des Schienenverkehrs in Sri Lanka ist der zwischen dem Hafen von Colombo und dem Beira Lake in der wirtschaftlichen Hauptstadt im Westen des Inselstaates gelegene Bahnhof Colombo Fort. Obwohl es sich um einen Durchgangsbahnhof handelt, enden dort die meisten Bahnverbindungen. Bedeutsam ist er auch für den öffentlichen Nahverkehr im Großraum Colombo. Neben 172 größeren Bahnhöfen gibt es im Streckennetz weitere 161 kleinere Stationen.

## Ausbaupläne
2012 wurde mit der Planung einer 114 km langen, eingleisigen Verlängerung der Coastal Line von Matara nach Kataragama begonnen. Die Bauarbeiten begannen 2013, und das erste Teilstück (26,8 km) von Matara nach Beliatha mit vier neuen Bahnhöfen (Kekanadura, Bambarenda, Wewurukannala und Beliatha) und vier Haltepunkten wurde am 9. April 2019 eingeweiht. Auf dem neuen Teilstück verkehren täglich sieben Zugpaare, einige auch von/bis Colombo. Das zweite Teilstück (48 km) soll bis Hambantota führen, und das dritte (39 km) von Hambantota nach Kataragama.

## Fahrzeuge
1936 war die Gesellschaft im Besitz von 261 Lokomotiven, 30 Dampftriebwagen, 1591 Personenwagen und über 3259 Güterwagen.
Heute werden auf dem Streckennetz der Sri Lanka Railways Diesellokomotiven, Dieseltriebwagen und Dieseltriebzüge eingesetzt.

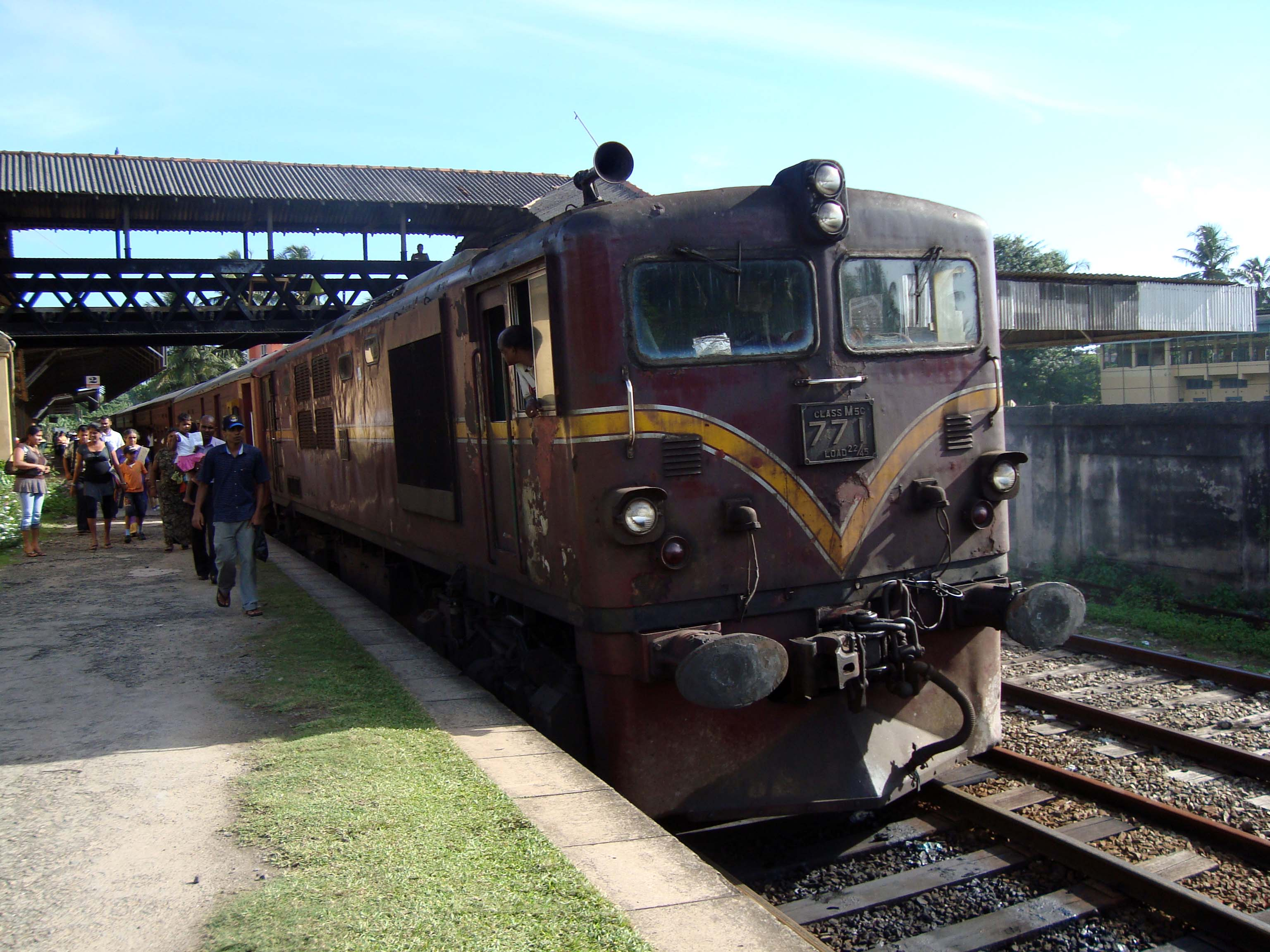
Dieselelektrische M5 von Hitachi vor dem Matara-Kandy-Express (2009)
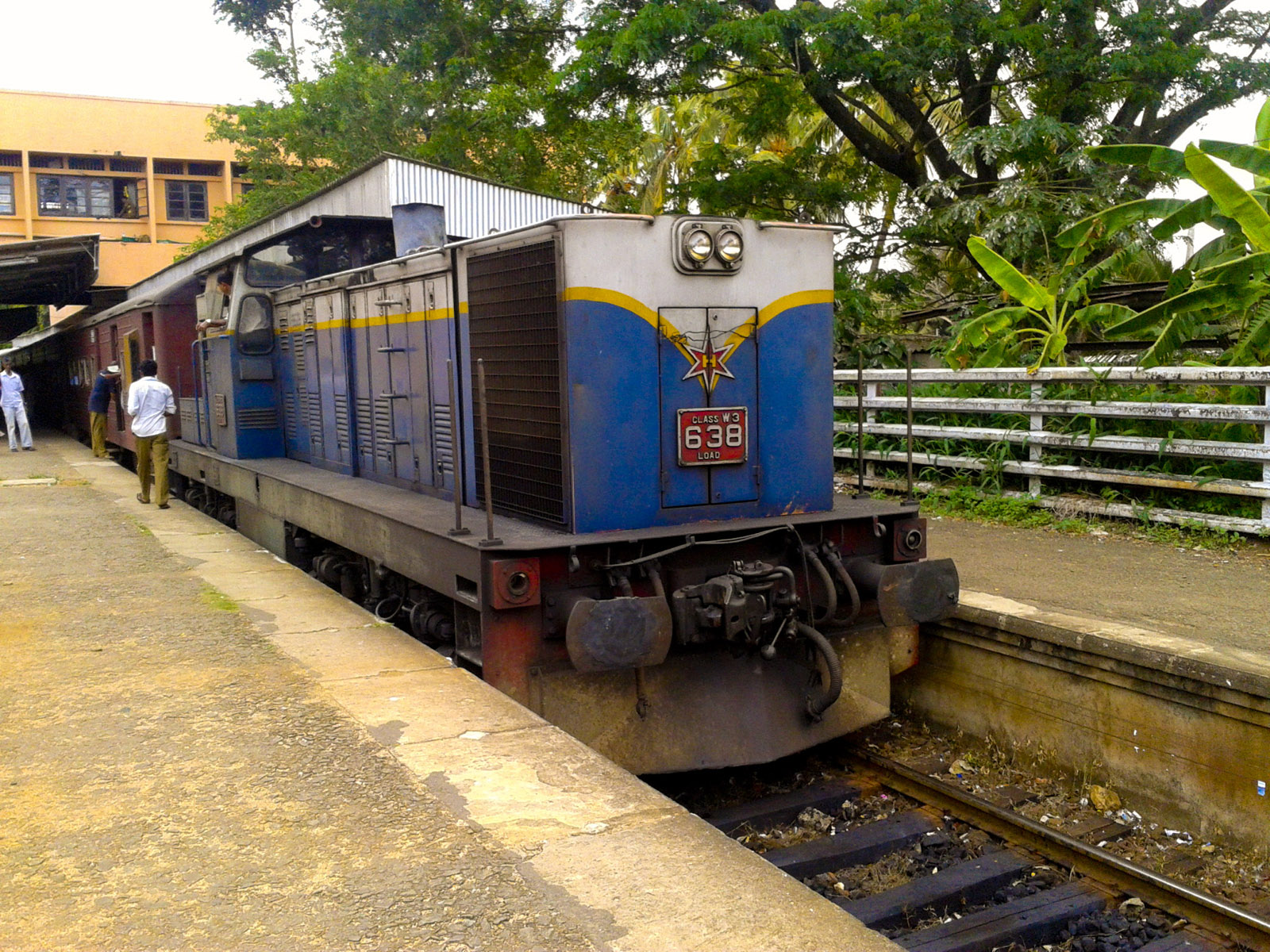
Bei Henschel gebaute dieselhydraulische W3 (2012)
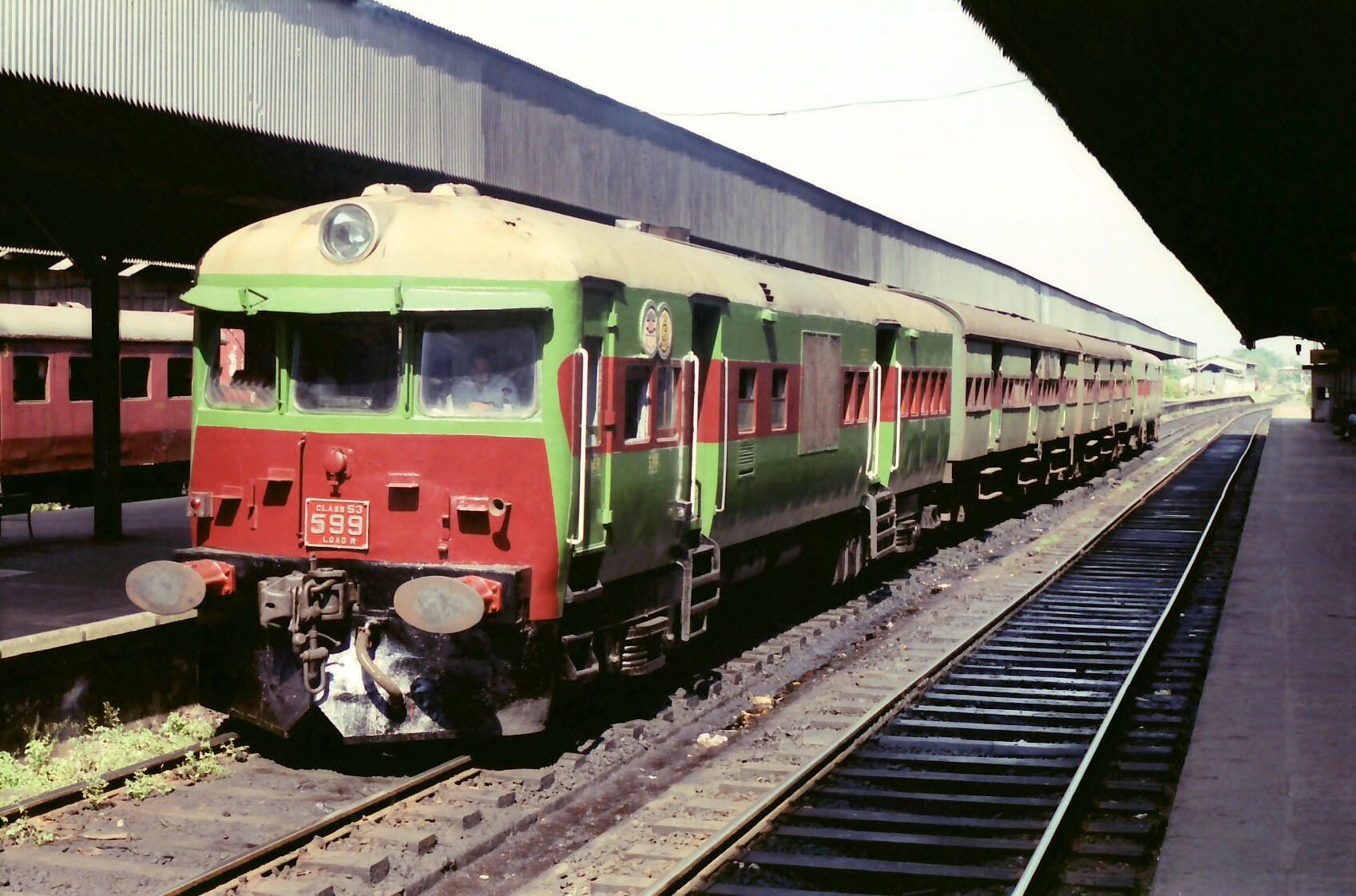
S3-Triebzug in Colombo (1991)
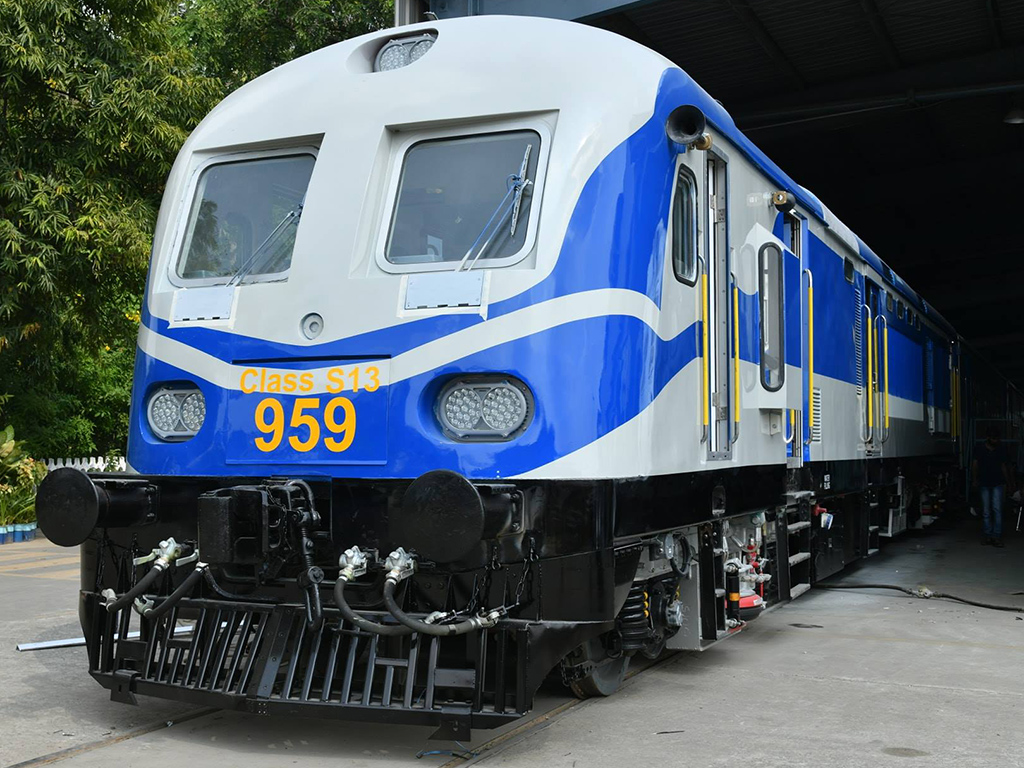
Moderner Triebkopf der Baureihe S13
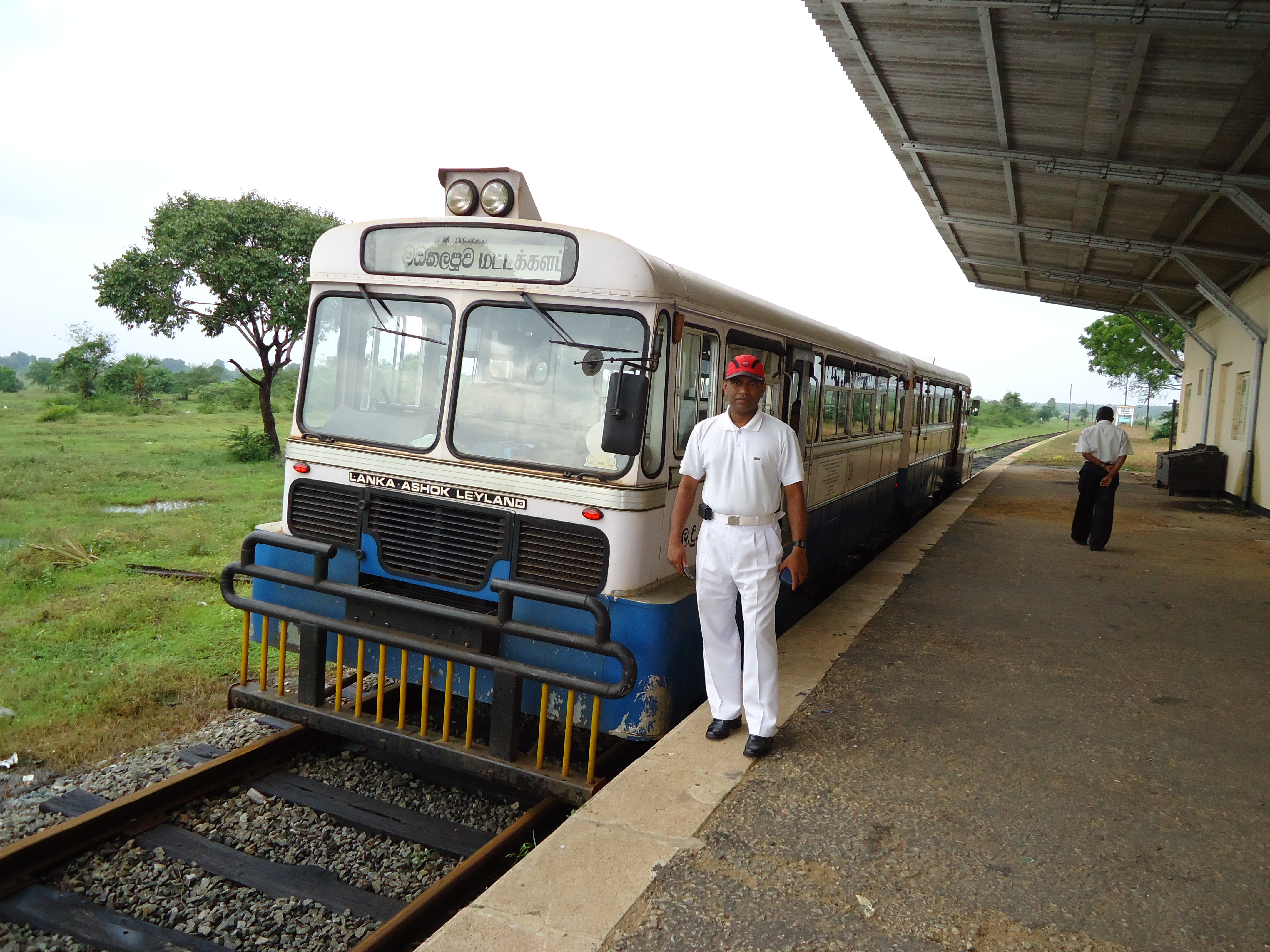
Zweiteiliger Schienenbus in Punani (2011)
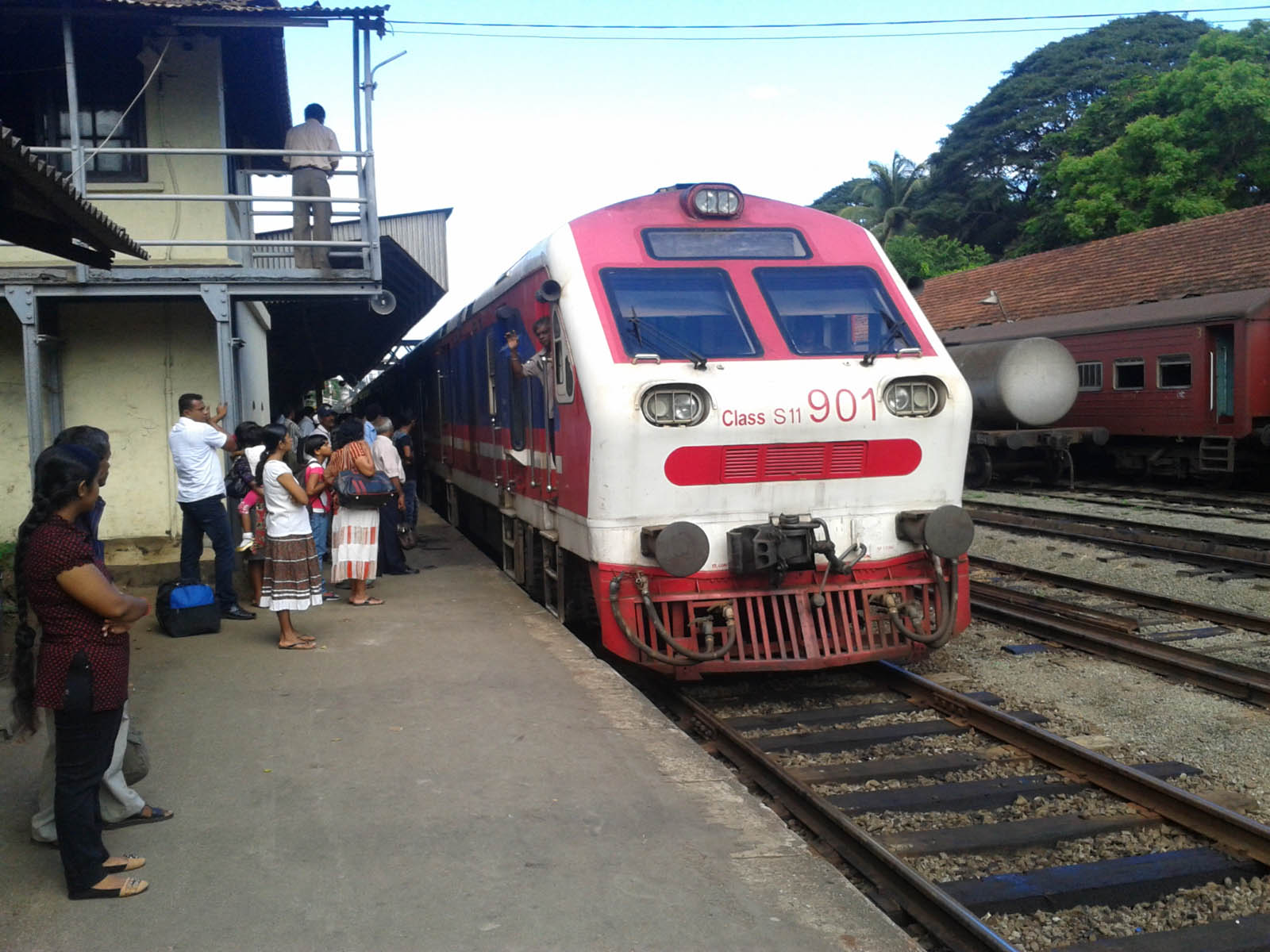
S11-Triebkopf des Deyata Kirula Intercity Express in Kurunegala (2012)